# Hex-1-yne
L'hex-1-yne est un alcyne de formule chimique C6H10,